# Niklas Roever
Niklas Roever (* 1998 in Ebersberg) ist ein deutscher Jazzmusiker (Piano, Komposition).

## Leben und Wirken
Roever wuchs in der Gemeinde Maitenbeth (Landkreis Mühldorf) auf und war bereits als 14-Jähriger regelmäßig Gast bei den Jamsessions in Grafing. Von 2013 bis 2016 lernte er als Jungstudent an der Hochschule für Musik und Theater München im Fach Jazzpiano bei Tizian Jost. Ab 2016 studierte er an der Hochschule für Musik und Tanz Köln bei Hendrik Soll, Hubert Nuss und Roland Höppner und 2019/2020 am Conservatoire national supérieur de musique et de danse bei Hervé Sellin und Pierre de Bethmann. 2022 schloss er mit dem Bachelor ab. Seit 2014 gehörte er zum Landesjugendjazzorchester Bayern; 2020 bis 2022 war er Mitglied im Bundesjazzorchester.
Roevers Trio besteht seit 2016; 2020 entstand als Eigenproduktion im Trio sein Album Skepsis dem Stier gegenüber. 2022 veröffentlichte er mit Hells the Hippest Way to Go bei JazzHausMusik sein Debütalbum, das gleichfalls mit Roger Kintopf und Simon Bräumer sowie Sängerin Lina Knörr im Loft (Köln) live aufgenommen wurde. Auch arbeitet er im Duo und im Quartett mit Jakob Bänsch. Daneben hatte er 2019 einen Auftritt im Neo Magazin Royale. Weiterhin ist er auf Alben von Leon Maria Plecity und Andreas Pientka zu hören.

## Preise und Auszeichnungen
Mit seiner Gruppe war er Finalist des Viersener Jazzpreises und des Hansjürg Hensler Jazzwettbewerbs; er gewann den zweiten Preis des deutschlandweiten Hästens Jazzawards 2016 und den ersten Preis des EastPlugged Jazzawards der USB-Stiftung in Ratingen.